# Esclave (langue)
Cet article concerne une langue amérindienne. Pour le peuple Esclave ou Slavey, voir Slavey. Pour la notion d'esclave comme condition sociale, voir Esclavage.
Pour les articles homonymes, voir Esclave.
L'esclave, aussi appelé slavey ou slave (de l'anglais), est une langue athapascane septentrionale parlée dans le nord-ouest du Canada, dans le bassin du fleuve Mackenzie.
Selon Statistique Canada, en 2016, l'esclave est la langue maternelle de 2 120 personnes au Canada.
La langue se scinde en deux variétés : l'esclave du Nord et l'esclave du Sud. Depuis 1990, ces deux variétés figurent au nombre des onze langues officielles des Territoires du Nord-Ouest.

## Dialectes
L’esclave est composé de quatre dialectes principaux :
- l’esclave du Sud, parlé à Fort Liard, Fort Providence, Hay River, Kakisa, Jean Marie River, Trout Lake, Nahanni Butte, Fort Simpson et Wrigley ;
- K’ashógot’įne ou Hare, parlé à Fort Good Hope et Colville Lake ;
- Sahtúgot’įné ou Bearlake, parlé à Fort Franklin ;
- Shíhgot’įne ou Mountain, parlé à Fort Norman et Wrigley.

## Écriture
| a    | c  | ch’ | d  | ddh | dh | dl | dz  | e  | g   | gh  |
| j    | i  | j   | k  | k’  | l  | ł  | m   | mb | n   | nd  |
| o    | r  | s   | sh | t   | th | tł | tł’ | ts | ts’ | tth |
| tth’ | t’ | u   | w  | y   | z  | zh | ɂ   |    |     |     |

L’accent aigu indique le ton et l’ogonek indique la nasalisation.
| ɂ   | a  | b | ch | ch’ | d  | dl | dz | e   | ǝ  | f   | g  |
| gh  | gw | h | ı  | j   | k  | kw | k’ | kw’ | l  | ł   | m  |
| n   | o  | p | p’ | r   | s  | sh | t  | t’  | tł | tł’ | ts |
| ts’ | u  | v | w  | wh  | w’ | x  | y  | z   | zh |     |    |

| ɂ  | a   | b  | ch  | ch’ | d | dh | ddh | dl | dz | e   | f    |
| g  | gh  | h  | ı   | j   | k | k’ | l   | ł  | m  | mb  | n    |
| nd | o   | p  | p’  | r   | s | sh | t   | t’ | th | tth | tth’ |
| tł | tł’ | ts | ts’ | u   | v | w  | x   | y  | z  | zh  |      |

## Consonnes
Voici la liste des phonèmes consonantiques de l'esclave en alphabet phonétique américaniste, accompagnés de leur prononciation notée entre crochets dans l'alphabet phonétique international : 
| Type         | Type         | Bilabiales | Dentales | Alvéolaires | Alvéolaires | Postalvéolaires | Dorsales  | Dorsales | Glottales |
| ------------ | ------------ | ---------- | -------- | ----------- | ----------- | --------------- | --------- | -------- | --------- |
| Type         | Type         | Bilabiales | Dentales | Centrales   | Latérales   | Postalvéolaires | Palatales | Vélaires | Glottales |
| Occlusives   | simples      | b [p]      |          | d [t]       |             |                 |           | g [k]    | ʼ [ʔ]     |
| Occlusives   | aspirées     |            |          | t [tʰ]      |             |                 |           | k [kʰ]   |           |
| Occlusives   | éjectives    |            |          | tʼ [tʼ]     |             |                 |           | kʼ [kʼ]  |           |
| Affriquées   | simples      |            | dð [t͡θ]  | dz [t͡s]     | dl [t͡ɬ]     | j [t͡ʃ]          |           |          |           |
| Affriquées   | aspirées     |            | tθ [t͡θʰ] | ts [t͡sʰ]    | tł [t͡ɬʰ]    | č [ t͡ʃʰ]        |           |          |           |
| Affriquées   | éjectives    |            |          | tsʼ [t͡sʼ]   | tłʼ [t͡ɬʼ]   | čʼ [ t͡ʃʼ]       |           |          |           |
| Fricatives   | sourdes      |            | θ [θ]    | s [s]       | ł [ɬ]       | š [ʃ]           |           | x [x]    | h [h]     |
| Fricatives   | sonores      |            | ð [ð]    | z [z]       | l [l]       | ž [ʒ]           |           | ɣ [ɣ]    |           |
| Nasales      | Nasales      | m [m]      |          | n [n]       |             |                 | ñ [nʲ]    |          |           |
| Semi-voyelle | Semi-voyelle | w [w]      |          |             |             |                 | y [j]     |          |           |

## Voyelles
| Graphèmes | Phonèmes  |
| --------- | --------- |
| ‹ a ›     | /a/       |
| ‹ e ›     | /ɛ/       |
| ‹ ə ›     | /e/, /ie/ |
| ‹ i ›     | /i/       |
| ‹ o ›     | /o/       |
| ‹ u ›     | /u/       |

- Les voyelles nasales sont marquées par un ogonek, par exemple ‹ ą › note /ã/
- L'esclave du Sud n'a pas le phonème /e/.